# Prison d'amour
Pour plus de détails, voir Fiche technique et Distribution.
Prison d'amour (titre original : Gefangene der Liebe) est un film allemand réalisé par Rudolf Jugert, sorti en 1954.

## Fiche technique
- Titre : Prison d'amour
- Titre original : Gefangene der Liebe
- Réalisation : Rudolf Jugert
- Scénario : Walter Forster (de)
- Photographie : Herbert Geier, Bruno Mondi
- Montage : Walter Boos (de)
- Musique : Werner Eisbrenner
- Son : Walter Rühland
- Décors : Erich Kettelhut, Johannes Ott
- Costumes : Charlotte Flemming
- Producteur :
- Société de production : Rhombus Film, Süd-Film
- Société de distribution : Herzog-Filmverleih
- Pays d'origine :  Allemagne de l'Ouest
- Langue : Allemand
- Format : Noir et blanc - 35 mm - 1,37:1 - Son : Mono
- Genre : Film dramatique
- Durée : 100 minutes (1 h 40)
- Dates de sortie :
  -  Allemagne de l'Ouest : 29 juillet 1954.
  -  Autriche : octobre 1954.
  -  Danemark : 5 décembre 1955.

## Distribution
- Curd Jürgens : Willi Kluge
- Annemarie Düringer : Maria, seine Frau
- Bernhard Wicki : Franz Martens
- Mady Rahl : Anni
- Paul Esser : Max
- Brigitte Horney : Dr. Hildegard Thomas
- Claire Reigbert (de) : sa mère
- Gabriele Strasser : Christine, l'enfant
- Fritz Benscher (de) : Ludwig
- Til Kiwe : Heinz
- Ingeborg Thiede : Rita
- Herbert Kroll (de) : Karl
- Ruth von Zerboni (de) : Hanne, sa femme
- Jürgen Micksch (de) : Richard, leur fils de 10 ans
- Agnes Fink : Paula Scheftschick
- Heinz-Leo Fischer (de) : Ansager der Todesbahn
- Alfons Teuber (de) : Ansager der orientalischen Nächte
- Franz Fröhlich (de) : Ansager am Lukas
- Karl Kunst :
- Alfred Semme :
- Karl Deschauer :
- Charly Münch :
- Kurt Hinz :